# Деларбр, Антуан
Антуа́н Дела́рбр (фр. Antoine Delarbre (de l'Arbre); 1724—1807) — французский ботаник.

## Биография
Антуан Деларбр родился 15 января 1724 года в городе Клермон-Ферран в семье врача Жана Деларбра и Маргериты Жоза. С 1740 года учился на медицинском отделении Парижского университета. Под влиянием Бернара де Жюссьё Антуан заинтересовался изучением растений. После возвращения в Клермон-Ферран в 1749 году он отправился на ботаническую экспедицию по Оверни.
С 1779 года Деларбр собирался создать ботанический сад в родном городе. 9 августа 1781 года сад на улице Банзак был официально открыт. Там Антуан проводил лекции по ботанике. В 1786 году сад был вынужденно перевезён — сначала на землю, принадлежавшую адвокату Шарболю, затем на небольшую территорию около местной больницы.
В 1795 году вышло первое издание монографии флоры Оверни Деларбра. К 1800 году эта книга была существенно расширена и переработана.
Антуан Деларбр скончался 27 мая 1807 года.

## Некоторые научные работы
- Delarbre, A. (1795). Flore d'Auvergne. Ed. 1, 220 p.
- Delarbre, A. (1800). Flore d'Auvergne. Ed. 2, 2 vols., 891 p.

## Роды, названные в честь А. Деларбра
- Larbrea A.St.-Hil., 1815 [syn.  Stellaria L., 1753]